# Hartline (Washington)
Pour les articles homonymes, voir Hartline.
Hartline est une ville américaine située dans le comté de Grant, dans l'État de Washington. Selon le recensement de 2020, sa population est de 180 habitants.